# Daigo Nishi
Daigo Nishi (西 大伍, Nishi Daigo), né le 28 août 1987 à Sapporo, est un footballeur international japonais évoluant au poste de défenseur à l'Urawa Red Diamonds.

## Biographie

### En club
Le 7 janvier 2019, Nishi s'engage en faveur du Vissel Kobe, club où évolue des stars comme Andrés Iniesta, David Villa et Lukas Podolski.
Nishi réalise une bonne saison sur le plan individuel avec sept passes délivrées en championnat tandis que le Vissel Kobe finit huitième. Il remporte la Coupe du Japon 2019, contribuant au succès des siens en donnant une passe lors de la victoire 2-0 en finale contre son ancien club, le Kashima Antlers.
Le 28 décembre 2020, l'Urawa Red Diamonds annonce le transfert de Nishi, effectif au mois de janvier 2021.

### En sélection nationale
Le 1er juin 2011, Nishi honore sa première sélection en équipe du Japon en étant titularisé par Alberto Zaccheroni face au Pérou à la Coupe Kirin 2011 (0-0). Le Japon remporte la compétition mais, fait rare, partage le titre avec les deux autres participants que sont le Pérou et la République tchèque en raison des matchs nuls sans buts lors des trois rencontres.
Son début de saison 2019 au Vissel lui permet d'être rappelé en sélection, lui qui n'avait plus porté le maillot japonais depuis près de huit ans. Il est titulaire lors d'une victoire 1-0 contre la Bolivie en amical le 26 mars 2019.

## Palmarès

### En club
Avec le Kashima Antlers, Nishi est sacré champion de J.League en 2016. La même année, il remporte la Coupe du Japon. Le défenseur gagne la Coupe de la Ligue japonaise trois fois d'affilée, en 2011, 2012 et 2015. En 2017, Nishi remporte la Supercoupe du Japon. Il gagne la Coupe Suruga Bank en 2012 et 2013. En compétition continentale, il remporte la Ligue des champions de l'AFC en 2018.
Nishi rejoint le Vissel Kobe en 2019 et remporte la Coupe du Japon la même année. En 2020, il gagne la Supercoupe du Japon.
| Kashima Antlers (9) | Vissel Kobe (2)                                                                |
| --- | ------------------------------------------------------------------------------ |
| - Championnat du Japon - Champion en 2016 - Coupe du Japon - Vainqueur en 2016 - Coupe de la Ligue japonaise - Vainqueur en 2011, 2012 et 2015 - Supercoupe du Japon - Vainqueur en 2017 - Coupe Suruga Bank - Vainqueur en 2012 et 2013 - Ligue des champions de l'AFC - Vainqueur en 2018 | - Coupe du Japon - Vainqueur en 2019 - Supercoupe du Japon - Vainqueur en 2020 |

### Individuel
Nishi est nommé au J.League Best Eleven en 2017 et 2018.